# Giao Phong
Giao Phong là một xã thuộc huyện Giao Thủy, tỉnh Nam Định, Việt Nam.

## Địa lý
Xã Giao Phong nằm ở phía tây nam huyện Giao Thủy, cách trung tâm huyện khoảng 12 km, có vị trí địa lý:
- Phía đông giáp Biển Đông
- Phía tây giáp xã Giao Thịnh
- Phía nam giáp thị trấn Quất Lâm
- Phía bắc giáp xã Bạch Long và xã Giao Yến.

Xã Giao Phong có diện tích 7,57 km², dân số năm 2021 là 6.835 người
, mật độ dân số đạt 903 người/km².

## Hành chính
Xã Giao Phong được chia thành 11 xóm.

## Lịch sử
Xã Giao Phong được thành lập năm 1956.

## Văn hóa
- Chùa Bình An toạ xóm Lâm Phú được UBND tỉnh Nam Định công nhận Di tích lịch sử cấp tỉnh theo Quyết định ngày 08/1/2013.
- Đình Vuông và Chùa Bảo Hoa toạ lạc tại xóm Lâm Hoan được UBND tỉnh Nam Định công nhận di tích lịch sử cấp tỉnh năm 2008.